# Тесіктобе
Тесіктобе́ (каз. Тесіктөбе) — село у складі Казигуртського району Туркестанської області Казахстану. Входить до складу Жигергенського сільського округу.
Населення — 1265 осіб (2021; 1209 у 2009, 1052 у 1999, 796 у 1989).